# ليندرت فيرفانت

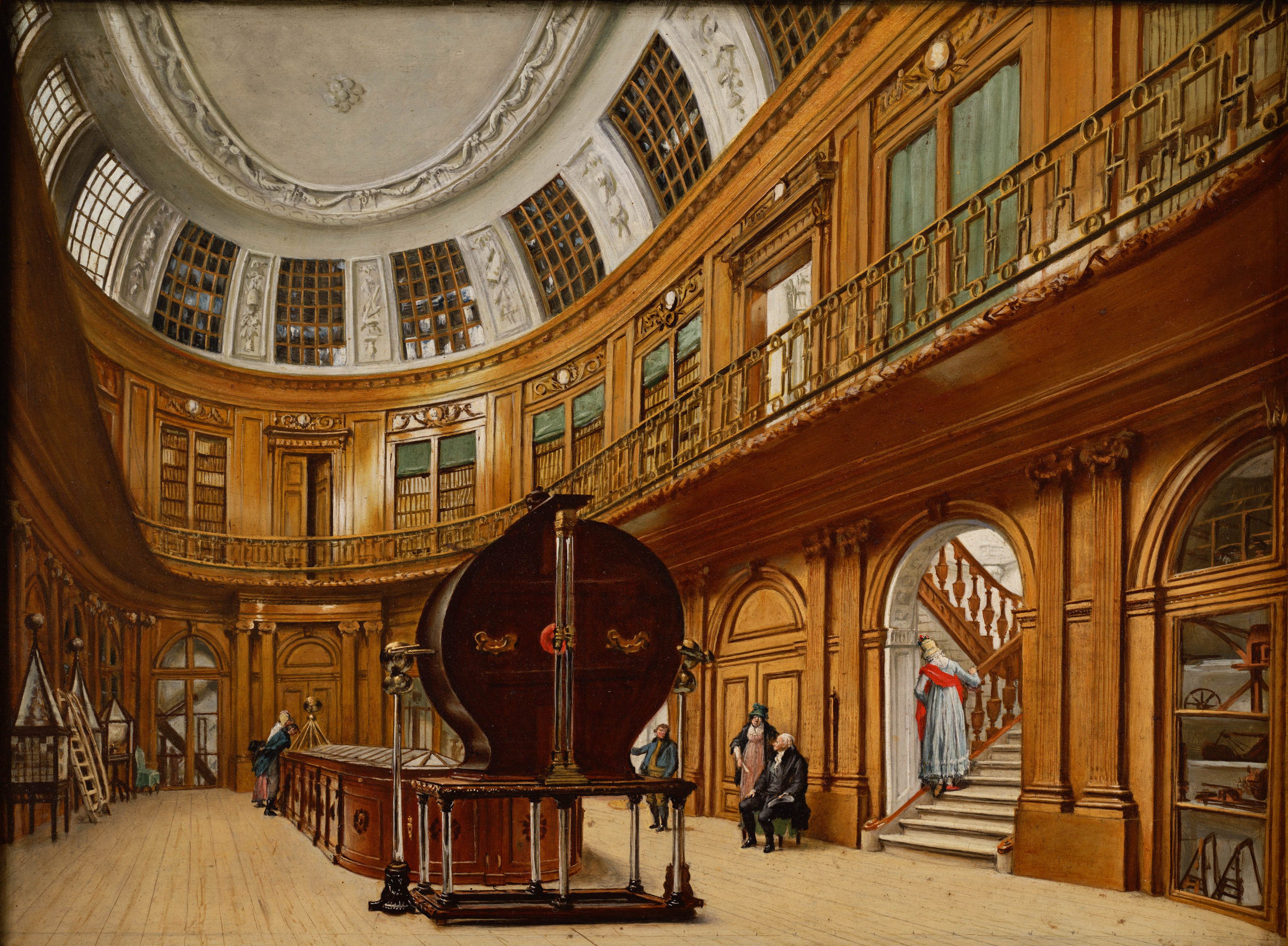
رسم بريشة أمين المتحف وايبراند هندريكس في 1800 للحجرة البيضاوية الشهيرة في متحف تيلرز، وتظهر elektriseermachine of Martin van Marum

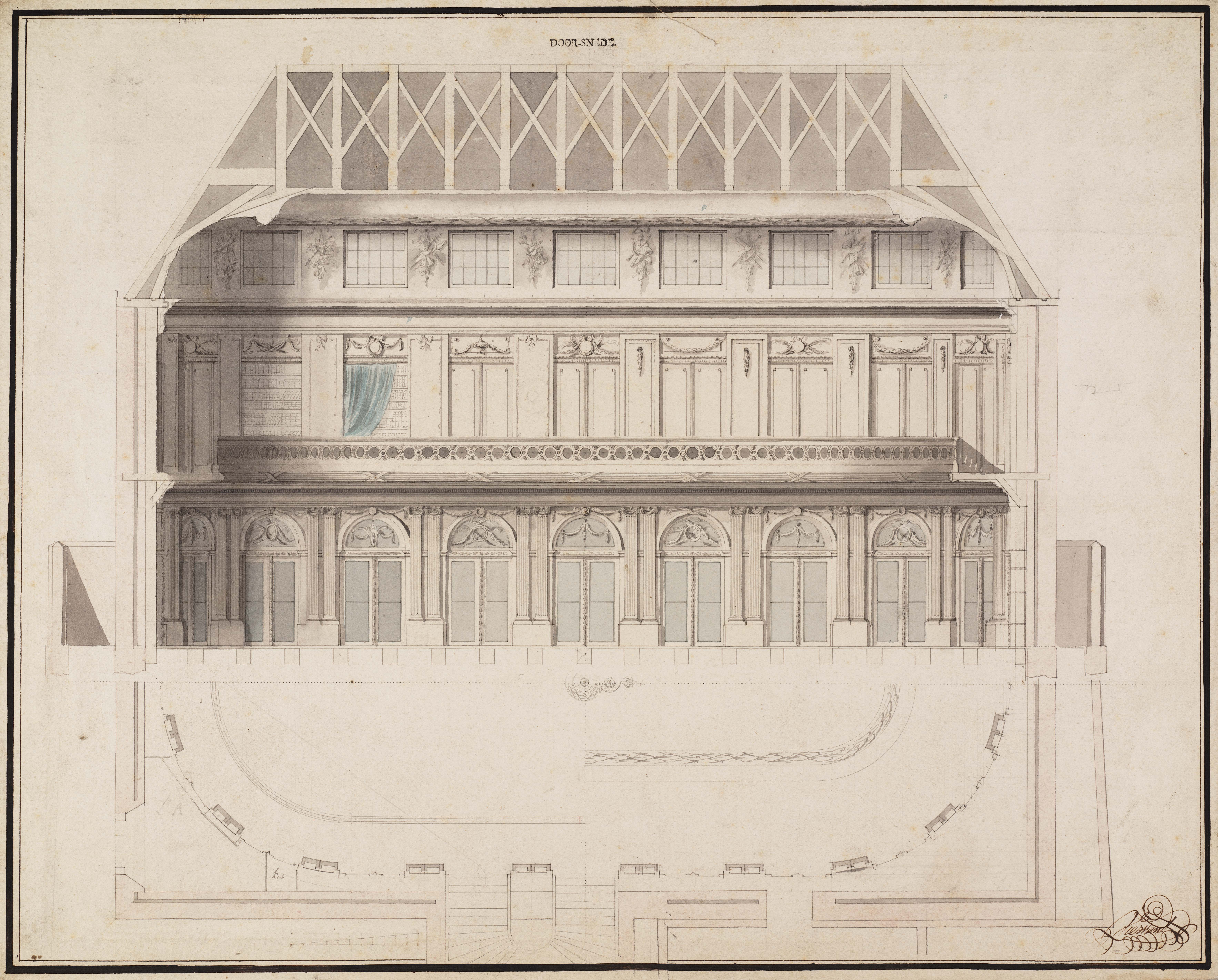
ليندرت فيرفانت، تصميم للحجرة البيضاوية Teylers Museum; 480 x 600 mm.

ليندرت فيرفانت الصغير (آرنم، 5 مارس 1752 – 4 يوليو 1801، أمستردام), كان مهندساً معمارياً هولندياً.